# Capo Kanin
Capo Kanin (in lingua russa Канин Нос,  Kanin Nos) è l'estrema punta nord-ovest della penisola di Kanin. Si trova nella parte settentrionale della Russia europea, nel Circondario autonomo dei Nenec. Si protende nel mare di Barents ed è il punto di delimitazione a nord-est del Mar Bianco. Capo Kanin è caratterizzato da pendii ripidi e scoscesi e ha un'altezza di 15-20 m. La vegetazione è quella tipica della tundra. La temperatura media annuale è di -0,5 °C; il mese più freddo è febbraio, i più caldi luglio e agosto.
Su capo Kanin c'è una stazione meteorologica e un faro (Faro di capo Kanin o Маяк Канинcкий in russo) costruito nel 1915.

## Clima
| Capo Kanin (1981-2010) Fonte: | Mesi         | Mesi         | Mesi         | Mesi         | Mesi         | Mesi        | Mesi        | Mesi        | Mesi        | Mesi         | Mesi         | Mesi         | Stagioni | Stagioni | Stagioni | Stagioni | Anno  |
| Capo Kanin (1981-2010) Fonte: | Gen          | Feb          | Mar          | Apr          | Mag          | Giu         | Lug         | Ago         | Set         | Ott          | Nov          | Dic          | Inv      | Pri      | Est      | Aut      | Anno  |
| ----------------------------- | ------------ | ------------ | ------------ | ------------ | ------------ | ----------- | ----------- | ----------- | ----------- | ------------ | ------------ | ------------ | -------- | -------- | -------- | -------- | ----- |
| T. max. media (°C)            | −5,9         | −6,8         | −4,8         | −2,3         | 1,7          | 7,9         | 12,2        | 10,8        | 7,9         | 3,7          | −0,4         | −3,2         | −5,3     | −1,8     | 10,3     | 3,7      | 1,7   |
| T. media (°C)                 | −8,3         | −9,2         | −7,1         | −4,5         | −0,4         | 4,8         | 9,0         | 8,5         | 6,2         | 2,3          | −2,1         | −5,3         | −7,6     | −4,0     | 7,4      | 2,1      | −0,5  |
| T. min. media (°C)            | −10,9        | −11,8        | −9,4         | −6,6         | −2,1         | 2,6         | 6,7         | 6,7         | 4,6         | 0,6          | −4,1         | −7,7         | −10,1    | −6,0     | 5,3      | 0,4      | −2,6  |
| T. max. assoluta (°C)         | 4,0 (1965)   | 2,9 (1921)   | 2,4 (1968)   | 9,0 (1924)   | 19,7 (1995)  | 26,3 (1921) | 30,5 (1943) | 28,1 (1920) | 20,4 (1925) | 12,2 (1974)  | 10,5 (1920)  | 8,2 (1920)   | 8,2      | 19,7     | 30,5     | 20,4     | 30,5  |
| T. min. assoluta (°C)         | −31,7 (1999) | −33,1 (1966) | −29,6 (1917) | −30,6 (1922) | −16,7 (1966) | −6,5 (1918) | −1,9 (1969) | −0,7 (1916) | −3,1 (1939) | −13,4 (1968) | −22,4 (1968) | −30,0 (1915) | −33,1    | −30,6    | −6,5     | −22,4    | −33,1 |
| Nuvolosità (okta al giorno)   | 7,3          | 7,0          | 7,1          | 6,9          | 7,6          | 7,5         | 7,3         | 7,9         | 7,9         | 8,2          | 8,1          | 7,6          | 7,3      | 7,2      | 7,6      | 8,1      | 7,5   |
| Precipitazioni (mm)           | 41           | 30           | 29           | 22           | 22           | 31          | 37          | 46          | 46          | 52           | 40           | 42           | 113      | 73       | 114      | 138      | 438   |
| Giorni di pioggia             | 1            | 1            | 1            | 2            | 6            | 12          | 15          | 18          | 20          | 16           | 7            | 2            | 4        | 9        | 45       | 43       | 101   |
| Giorni di neve                | 22           | 21           | 21           | 17           | 13           | 5           | 0,3         | 0,3         | 2,0         | 15,0         | 21,0         | 24,0         | 67,0     | 51,0     | 5,6      | 38,0     | 161,6 |
| Giorni di nebbia              | 2            | 2            | 3            | 5            | 8            | 9           | 12          | 9           | 7           | 2            | 2            | 2            | 6        | 16       | 30       | 11       | 63    |
| Umidità relativa media (%)    | 87           | 88           | 88           | 86           | 86           | 85          | 88          | 89          | 88          | 85           | 86           | 87           | 87,3     | 86,7     | 87,3     | 86,3     | 86,9  |
| Vento (direzione-m/s)         | S 8,8        | S 8,4        | S 7,7        | S 7,2        | S 6,6        | S 6,5       | S 6,3       | S 6,2       | S 6,6       | S 7,9        | S 8,3        | S 8,7        | 8,6      | 7,2      | 6,3      | 7,6      | 7,4   |